# Chañar Ladeado
Chañar Ladeado är en ort i Argentina.   Den ligger i provinsen Santa Fe, i den centrala delen av landet, 400 km väster om huvudstaden Buenos Aires. Chañar Ladeado ligger 108 meter över havet och antalet invånare är 5 639.
Terrängen runt Chañar Ladeado är mycket platt. Närmaste större samhälle är Corral de Bustos, 14,4 km väster om Chañar Ladeado.
Trakten runt Chañar Ladeado består till största delen av jordbruksmark. Runt Chañar Ladeado är det ganska glesbefolkat, med 25 invånare per kvadratkilometer.